# Johann Ludwig Klohss
Johann Ludwig Klohss; auch: Johann Ludwig Klohß (* 20. November 1770 in Zerbst; † 28. Januar 1825 ebenda) war ein deutscher Mediziner.

## Leben
Johann Ludwig Klohss war der Sohn eines wohlhabenden Besitzers einer Wachsbleiche.
Er wurde anfänglich mit einem Privatunterricht zu Hause unterrichtet und besuchte das Gymnasium in Zerbst (heute: Francisceum Zerbst). 1781 nahm ihn sein Großvater mütterlicherseits, Stadtrat und Stadtphysicus Jacobi, in seinem Haus für drei Jahre auf, während er weiter das Gymnasium besuchte. Auf Anraten seines Großvaters besuchte er dann die Landesschule Pforta, die er 1787 verließ, um das Gymnasium illustre (heute: Ernestinum Gotha) in Gotha für ein Jahr zu besuchen. 
1788 begann er ein Medizinstudium an der Universität Jena und hörte Vorlesungen unter anderem bei Justus Christian Loder, Christian Gottfried Gruner, Johann Christian Stark und Ernst Anton Nicolai. Er bestand das medizinische Examen mit summa cum laude und promovierte zum Doktor der Medizin und der Chirurgie. 
Im Herbst 1791 verließ er Jena und ging für sechs Monate in die klinischen Anstalten von Berlin und besuchte hauptsächlich die Charité, darauf kehrte er nach Zerbst zurück. In den folgenden sieben Jahre wohnte er bei seinem Großvater Jacobi und baute sich eine eigene Praxis auf. Weil er sich bereits in dieser Zeit auf die Geburtshilfe spezialisiert hatte und das Hebammenwesen in Zerbst in einer schlechten Verfassung war, gelang es ihm, von den Behörden 1799 zum Stadt- und Landaccoucheur (aus dem französischen accoucher de „von jemandem/etwas entbunden werden“, im Sinn von „niederkommen, entbinden“) ernannt zu werden, der bei schweren Geburten Unvermögender aus der Stadt und diesseits der Elbe gelegenen Dörfern dessauischen Anteils, unentgeltlich Hilfe zu leisten, und die Aufsicht über die Hebammen und deren Ausbildung zu erhalten. 
Nachdem sein Großvater Jacobi 1804 verstorben war, übernahm er nicht nur den größten Teil von dessen Praxis, sondern wurde auch als dessen Nachfolger zum Stadtphysicus ernannt, teilte dieser Aufgabe jedoch mit dem späteren Hofrat Johann Georg Friedrich Henning (1763–1823). Nach dem Tod von Henning übertrug ihm der Stadtrat von Zerbst das alleinige Amt des Stadtphysicus. 
1813 erkrankte er lebensbedrohlich am damals grassierenden Typhus, konnte jedoch genesen und war anschließend unermüdlich in der Versorgung von Bürgern und Soldaten verschiedener Nationen, die sich seinerzeit aufgrund der Befreiungskriege in der Umgebung aufhielten, tätig.
Johann Ludwig Klohss war seit 1799 mit Auguste, Tochter des Kaufmanns Gelbecke aus Zerbst verheiratet; gemeinsam hatten sie drei Töchter und einen Sohn, der später ebenfalls Arzt wurde.

## Ehrungen und Auszeichnungen
- Der preußische König Friedrich Wilhelm III. verlieh ihm 1817 das Allgemeine Ehrenzeichen II. und ein Jahr später, I. Klasse.
- Herzog Leopold IV. Friedrich von Anhalt-Dessau ernannte ihn 1823 zu seinem Hofmedicus, nachdem Johann Georg Friedrich Henning, der es bis dahin war, verstarb.

## Schriften (Auswahl)
- Ordinis Medici Ienensis Decanus Just. Christ. Loder, D. Solemnia Inauguralia. Jena 1791.
- Medizinische Bemerkungen über den Gebrauch und die Wirksamkeit der salzsauren Schwererde. Zerbst 1793.